# نيو نيكوميديا
نيو نيكوميديا ((باليونانية: Νέα Νικομήδεια)‏) أو نيقوميديا الجديدة هي قرية تبعد تقريباً 11 كيلومتر (6.8 ميل) من شمالي شرقي فيريا في إيماثيا، في منطقة مقدونيا الوسطي في شمالي اليونان. تعرف أفضل بقربها من أقدم مستعمرة في أروربا من العصر الحجري الحديث.

## القرية
في الأصل، كانت تسمى القرية برانياتا (Μπρανιάτα) واستعمرت في عام 1922 مع اللاجئين اليونانيين (Greek refugees) من نيقوميديا في شمال غرب الأناضول. وقد حصلت علي اسمها الحالي ("نيقوميديا الجديدة") في عام 1953. ووفقا لتعداد عام 2001، كان عدد سكانها 1050.

## مستوطنة العصر الحجري الحديث
تقع مستوطنة نيو نيكوميديا المبكرة من العصر الحجري الحديث على بعد كيلومترين من القرية نفسها. وهو واحد من أقدم المواقع المعروفة في مقدونيا، ويرجع تاريخها إلى 6250-6050 ق.م، وقد يصل عدد سكانها إلى ما بين 500 إلى 700 نسمة.

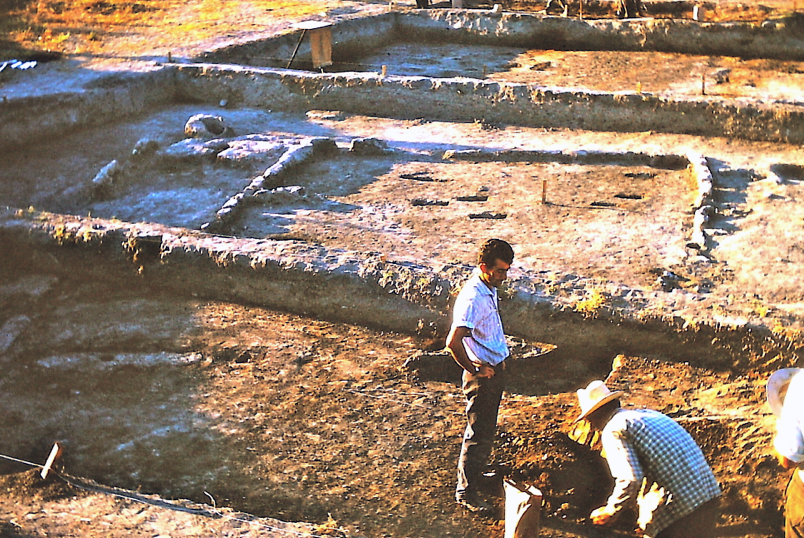
التنقيب عن منزل في العصر الحجري الحديث المبكر في نيو نيكوميديا في يوليو 1963